# Canavieiras (kommun)
Canavieiras är en kommun i Brasilien.   Den ligger i delstaten Bahia, i den östra delen av landet, 900 km öster om huvudstaden Brasília. Antalet invånare är 32 331.
Följande samhällen finns i Canavieiras:
- Canavieiras

I omgivningarna runt Canavieiras växer i huvudsak städsegrön lövskog. Runt Canavieiras är det glesbefolkat, med 11 invånare per kvadratkilometer.